# Gheorghe Șfaițer
Gheorghe Șfaițer (n. 16 aprilie 1950, Hârlău, județul Iași) este un director de imagine, regizor și artist vizual. 

## Biografie
Absolvent al Institutului de Artă Teatrală și Cinematografică I.L. Caragiale din București-Facultatea de Operatorie Film și Televiziune.În anul 1989, membru fondator al primei Stații Independente de Televiziune din România, Televiziunea Liberă Timișoara. Director de imagine și realizator de filme documentare la TVR Timișoara 1994–2015, Președinte al Asociației pentru Comunicare Vizuală „Videovest”. Artist vizual și profesor la Facultatea de Arte și Design și la Facultatea de Arhitectură din Timișoara. Autor a mai multe filme documentare premiate în țară și străinatate și al unor filme experimentale, lucrări de video art si multimedia art. Doctor în Arte Plastice și Decorative. Membru al Uniunii Cineaștilor din România.      

## Opera
Filme și lucrări video si multimedia art:1972,realizator al filmului experimental „Pe soclu”,în cadrul cineclubului CFR Timișoara; 1974,realizator al filmului experimental „Zidul”, în cadrul cineclubului CFR Timișoara; 1995 regia filmului documentar „Șvabii din Banat”; 1996 realizator al filmului „Traian Grosăvescu”; 1996 regia filmului documentar „Traian Vuia” ; 1999, realizator al filmului „50…și o lume , lumea mea”, coproducție: TVR. Timișoara – Radio Canada, Montreal – CIRTEF Bruxelles; Regia filmului„ Ava…mai mult decât un portretrobot„ coproducție  TVR  Timișoara și Bayerische Rundfunk, München; 2002,Realizator  al filmului „Sălașul”; 2003, realizator al filmului antropologic de lung metraj, „Manu”; 2005, realizator al reportajului „Armata Regelui”, dedicat vizitei istorice pe care Majestatea Sa Regele Mihai a făcut-o în Slovacia și Cehia; 2005, realizator al documentarului antropologic de lung metraj: „Oameni din Valea Jiului”;   2005, realizator al video clipului  muzical „Cimitirul Eroilor”; 2006, realizator al filmului documentar:„Lecție de zbor” dedicat celor 100 de ani de la primul zbor reușit de Traian Vuia; 2007, producător independent prin Eliptic ( Firmă de producție de filme) și realizator al documentarului „Te aven baxtale!„; 2009, realizator al filmului documentar „Strada Eugeniu de Savoya”; 2011, realizator al filmului experimental „Becul peticit sau autobiografia unei iluzii”, aplicație practică la teza de doctorat; 2013, realizator și producător al filmului documentar „Grupul Sigma”; 2014, lansarea volumului „Becul peticit,explorări teoretice și practice în artele vizual-cinetice”, Editura Triade/Brumar din Timisoara; 2014 autor al expoziției de artă video „Interior Fluid” de la Galeria Jecza din Timișoara; 2014 realizator al filmului  documentar antropologic „Recviem pentru efemeride” ; 2016 realizator al filmului documentar „Pro Musica-Live in Prison”;2023, regia filmului documentar ”În căutarea Hertei Müller, documentarul unei absențe”; 2024 regia filmului documentar ”Schimbarea imaginii publice a comunităților marginalizate”; 2025 realizator al filmului documentar (docudrama) ”Pro Musica, vreme trece, vreme vine”

## Premii și distincții
Premii, mențiuni și expoziții:1996, premiul A.P.T.R.(Asociația Profesioniștilor de Televiziune din România) pentru emisiune portret  acordat filmului „Traian Grozăvescu”; 1996, premiu A.P.T.R. pentru film documentar, acordat filmului „Șvabii din Banat”, (coautor ); 1997, premiu A.P.T.R. pentru emisiune portret, acordat filmului „Traian Vuia” (coautor); 2002, mențiune specială, acordată filmului „Boemă de Timișoara”, în cadrul Premiilor CIRCOM Regional; 2002, premiul A.P.T.R. pentru emisiune portret, acordat filmului „Ava… mai mult decât un portret-robot”; 2002 - filmul „Sălașul”  este distins cu mai multe premii și nominalizări: Premiul Ulysse, pentru cel mai bun film documentar la festivalul Cinéma Mediteranéenne, de la Montpellier,Franța; Grand Prix  la festivalul Pastoralisme et Grands Espaces de la Grenoble, Franța; Cel mai bun documentar românesc,la Astra Film Fest de la Sibiu; Premiul TVR.Cinema , la festivalul DaKino de la București; Premiul pentru cea mai bună imagine,la festivalul DaKino de la București; Selectat la  festivalul Cinéma du Réel - Centrul Cultural „Georges-Pompidou”, Paris; 2003, premiul APTR pentru documentarul „Sălașul”; 2004 – filmul „Sălașul” este selectat în faza finală a festivalului Grand Prix  International du Documentaire – U.R.T.I  (Universitatea Internațională de Radio Televiziune ), de la Monte-Carlo; 2004 – premiul pentru Cea mai remarcabilă documentare, pentru filmul „Sălașul” la Festivalul Internațional de Film Antropologic, de la Pärnu, Estonia; 2006 – filmul „Oameni din Valea Jiului”  este selectat la festivalul Mediawave, de la Györ, Ungaria; 2006 – filmul„ Oameni din Valea Jiului”  este selectat la festivalul Astra Film Fest de la Sibiu; 2006 – filmul „Oameni din Valea Jiului”  este  selectat și prezentat în cadrul secțiunii Panoramic Documentar a festivalului Cinéma Méditerranéenne de la Montpellier, Franța; 2010, 27 octombrie în cadrul expoziției Să Nu Ucizi,  de la Galeria TIMCO-Timișoara este prezentată lucrarea video „Sălașul”, adaptare  în format de artă video  a filmului documentar cu același nume; 2012, premiul UCIN (Uniunii Cineaștilor din Romania) pentru Cel mai bun film experimental, pentru filmul „Becul peticit sau autobiografia unei iluzii”; 2012, premiul Cel mai bun film experimental, filmului „Becul peticit sau autobiografia unei iluzii” la Pineapple Underground Film  Festival, Hong Kong, China; 2012, premiul II la categoria Film experimental pentru „Becul peticit sau autobiografia unei iluzii” la  festivalul Bridge Fest,Vancouver, Canada; 2012, 19 mai la City Business Centre , Timișoara, în  cadrul expoziției „Monumental” este prezentată în format de lucrare video-art: „Becul peticit sau autobiografia unei iluzii”; 2012, 24 octombrie la Galeria Triade în cadrul expoziției colective „Tăcere” (dedicată  împlinirii a 100 de ani de la nașterea lui John Cage), sunt prezentate lucrările video-art: „The Darned Bulb I”și „The Darned Bulb II”; 2013, 17 – 27 ianuarie la UNA galeria București  în cadrul expoziției colective „Tăcere” (dedicată  împlinirii a 100 de ani de la nașterea lui John Cage), sunt prezentate lucrările video-art „The Darned Bulb I” și „The Darned Bulb II”; 2013, 27 mai – 24 iunie, filmul documentar„Grupul Sigma”, este parte a expoziției  „If A Dande LION Could Talk”/ „Dacă păpădia ar vorbi”, organizată de Fundația Triade la Veneția, Italia; 2014, Expoziția personală de artă video „Interior fluid” la Galeria Jecza din Timișoara; 2014 filmul „Pe soclu” realizat în 1972 la Cineclubul CFR Timișoara pe peliculă, este prezentat la  London Analogue Festival;  2014, Video-performance-ul „Interior fluid 01” la Galeria Jecza în deschiderea expoziției de artă video „Interior fluid” ;filmul „Recviem pentru efemeride” este selectat la Davis International Film Festival (DIFF), Davis California;  2015, filmul „Recviem pentru efemeride” este selectat la TMFF-The Monthly Film Festival, Glasgow, Scoția; 2015, videoinstalația „Interior fluid”/„Fluid Inner” este selectată la Festival Transterritorial de Cine Underground, Buenos Aires, Argentina; 2015, „Sfântul Gerard de Cenad” este prezentat in cadrul expoziției Sfinții Cărturari, la Galeriile de Artă din Focșani; 2015, filmul „Becul peticit sau autoportretul unei iluzii”, este selectat la Blow-Up Arthouse Film Festival, Chicago; 2015, filmul „Recviem pentru efemeride” este selectat la Los Angeles CineFest, SUA;  2016, video instalația  „Interior fluid”/„Fluid Inner” este selectată la Fliqio Film Festival rețeaua londoneză de promovare internațională a producțiilor meritorii de scurt metraj; 2016, filmul „Recviem pentru efemeride” este selectat la Near Nazareth Festival ( NNF),Israel;  2016, videoinstalația „Interior fluid”/„Fluid Inner” este selectată la Bienala de Arte Media din Beijing - BMAB (Beijing Media Art Biennale) găzduită de Muzeul de Artă Modernă și de Muzeul de Artă al Academiei Centrale de Artă din China, Beijing. 